# Ebes
Ebes è un comune dell'Ungheria di 4.473 abitanti (dati 2001). È situato nella contea di Hajdú-Bihar.

## Amministrazione

### Gemellaggi
- Meilen, Svizzera